# Emperadores ilirios
Se conoce por emperadores ilirios a la serie de emperadores que gobernaron el Imperio romano entre 268 y 285. Este nombre proviene del origen geográfico de la mayoría de los que la componen.
En efecto, son mayoritariamente originarios (7 sobre 9 emperadores) de Iliria, región cuyas fronteras no son muy precisas. Sabemos que, grosso modo, corresponden a los territorios comprendidos entre el Danubio medio y el mar Adriático.
Esta región fue romanizada en fecha tardía. Tenía buena reputación por sus excelentes soldados, bastos aunque valientes. En Iliria (en el sentido geográfico) se asentaba realmente el más poderoso de los ejércitos de Roma, encargado de velar por el Danubio (cerca de 12 legiones en el río, serían 130 000 hombres). Esto explica la importancia continuada de los ilirios, y más concretamente de los panonios, en la historia del Imperio (numerosos son los emperadores allí nacidos).
La ascensión de estos soldados ilirios es una consecuencia de las medidas del emperador Galieno (260-268) que abre la puerta de los oficios más valiosos a los altos mandos militares, hasta entonces reservados a los de rango senatorial.
Provenientes de los más altos cargos, y proclamados por sus tropas, citamos a los emperadores Claudio II el Gótico (268-270), Aureliano (270-275), Probo (276-282). 
A pesar de la corta duración de este periodo, es más importante que un simple apodo. En primer lugar, los ilirios son quienes ponen fin a la Anarquía militar que, tras la muerte de Alejandro Severo, multiplica el número de emperadores y usurpadores. La segunda característica de estos emperadores es su origen: todos son soldados experimentados. Esto procede de la misma naturaleza del puesto de emperador, evolucionada desde Augusto. El emperador no es ya un magistrado sino más bien un jefe de guerra. Se espera de él que conduzca al ejército a donde los bárbaros amenacen. Como consecuencia de los problemas y las invasiones, el trono solo será ocupado por militares de carrera, haciendo así de la púrpura imperial no una magistratura sino el puesto más alto en la carrera de las armas. Y es precisamente con los emperadores ilirios cuando este rasgo dominante aparece, sobre todo con Aureliano que destruye el Imperio Galo y el Imperio de Palmira, secesiones del Imperio central.

## Lista de los emperadores ilirios
- Claudio II el Gótico, habiendo reinado de 268 a 270, originario de Panonia inferior (esto es, de la región iliria)
- Quintilo, habiendo reinado de agosto de 270 a octubre de 270, originario de Mesia (región iliria)
- Aureliano, habiendo reinado de 270 a 275, originario de Panonia (región iliria)
- Tácito, habiendo reinado de 275 a 276, originario de Umbría
- Floriano, habiendo reinado de agosto de 276 a septiembre de 276, quizás también originario de Umbría
- Probo, habiendo reinado de 276 a 282, originario de Panonia (región iliria)
- Caro, habiendo reinado de 282 a 283, originario probablemente de Dalmacia (región iliria)
- Numeriano, habiendo reinado de 283 a 284, hijo de Caro
- Carino, habiendo reinado de 283 a 285, hijo de Caro

## Línea temporal
| Predecesor: Anarquía militar | Emperadores ilirios 268 - 285 | Sucesor: Tetrarquía |

- Datos: Q887928
- Multimedia: Illyrian emperors / Q887928